# Lógica de 1-bit

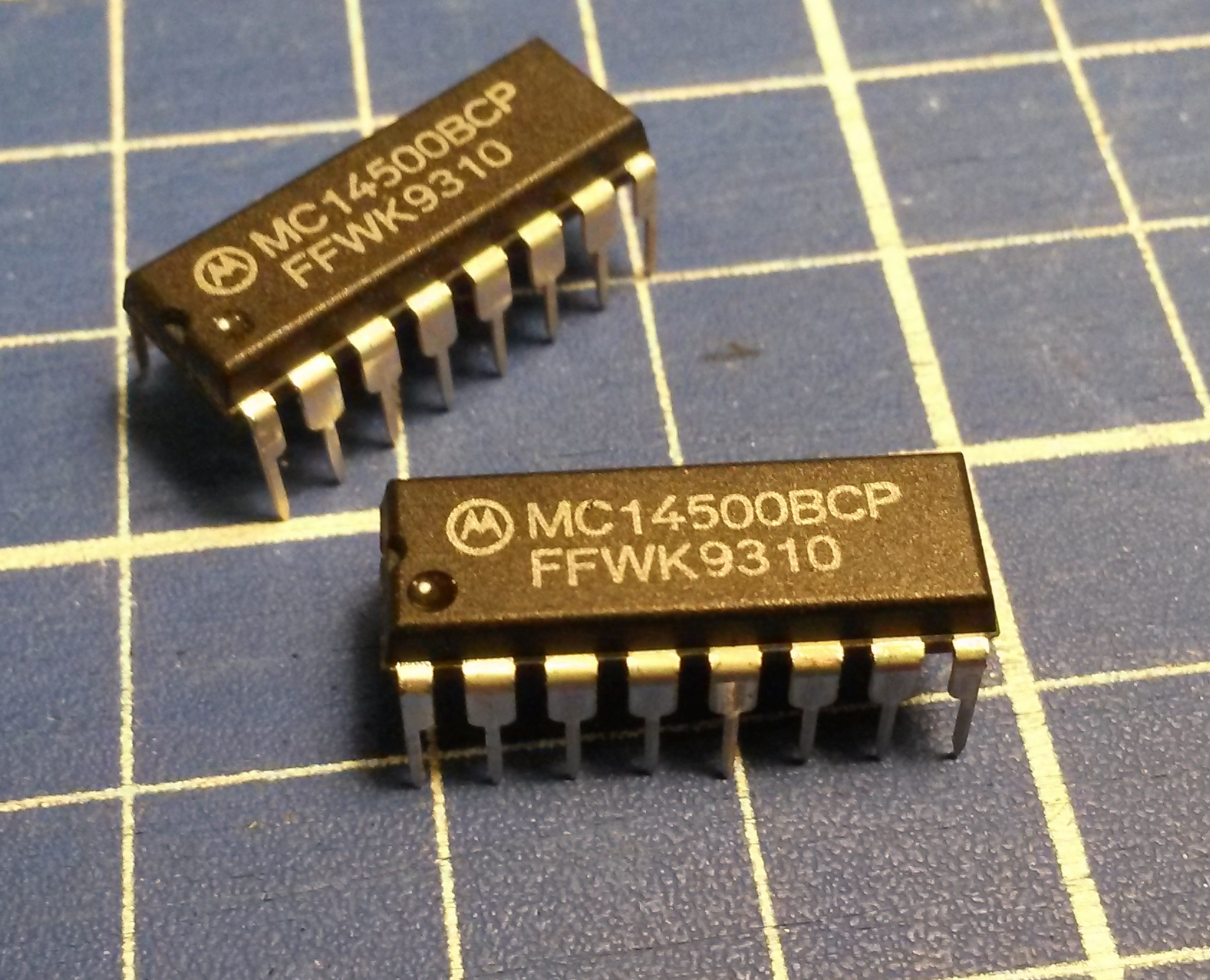
Ccontrolador lógico programable de 1-bit MC14500BCP

En arquitectura de ordenador, los procesadores de 1-bit son aquellos que usan números enteros de 1 bit u otras unidades de dato son los que son 1 bit (1/8 octeto). También, las arquitecturas de la unidad de procesamiento central (CPU) y de la unidad de lógica de la aritmética (ALU) tienen registros basados en ese tamaño.
Aunque bien es cierto que los procesadores de 1-bit están actualmente en desuso, el primer ordenador basado en nanotubos de carbono creado en 2013 tenía un set de instrucciones de 1-bit (con tan solo 178 transistores).
Uno de los ordenadores conocidos basados en ésta CPU era el WDR 1-bit. Una secuencia típica de instrucciones de programa para arquitectura de 1--bit podría ser:
- Carga entrada digital «1» dentro del registro de 1-bit;
- Realizar una operación O entre el valor del registro de 1-bit y la entrada 2, dejando el resultado en el registro;
- Escribir el valor en el registro de 1-bit en la salida 1.

## Otras lecturas
- Mueller, Dieter (2005). «The famous/infamous MC14500». Archivado desde el original el 3 de agosto de 2017. Consultado el 18 de julio de 2018.
- Mueller, Dieter (2008). «MC14500 and arithmetic». Archivado desde el original el 20 de mayo de 2017. Consultado el 18 de julio de 2018.
- Mueller, Dieter (2008). «A MC14500 modification». Archivado desde el original el 20 de marzo de 2017. Consultado el 18 de julio de 2018.